# Grover Norquist
Grover Norquist (ur. 19 października 1956) – amerykański konserwatywny działacz społeczny, dziennikarz, a także założyciel i prezes organizacji Americans for Tax Reform.

## Życiorys
Grover Norquist dorastał się w Weston, w stanie Massachusetts, jest synem Warrena Elliotta Norquista i Carol, z domu Lutz. Jego ojciec był wiceprezesem Polaroid Corporation. Zaangażował się w działalność polityczną już we wczesnym wieku; pomagał jako ochotnik w kampanii prezydenckiej Nixona w 1968 roku. Po ukończeniu liceum w Weston rozpoczął w 1974 roku studia wyższe na Harvardzie. Tam otrzymał bakalaureat z ekonomii oraz tytuł MBA. Norquist uczęszczał również do Leadership Institute w Arlington w stanie Virginia. Norquist jest publicystą The American Spectator.
W 2004 roku, w wieku 48 lat, Grover Norquist ożenił się z pochodzącą z Kuwejtu specjalistką od PR, Samah Alrayyes. Pełniła ona rolę dyrektorki Islamskiego Instytutu Wolnego Rynku. Para ma dwoje adoptowanych z zagranicy dzieci. Norquist ponoć żyje bardzo skromnie. Wedle słów jego przyjaciela i byłego współlokatora, Johna Funda, Norquist w sposób „mniszy” poświęca się działalności politycznej.

## Americans for Tax Reform
Grover Norquist założył organizację Americans for Tax Reform w 1985 roku na prośbę ówczesnego prezydenta Stanów Zjednoczonych, Ronalda Reagana. Chociaż Norquist nigdy nie pełnił żadnej publicznej funkcji, ani nie piastował żadnego rządowego stanowiska, jego działalność wywiera olbrzymi wpływ na Partię Republikańską.
Podstawowym celem organizacji jest doprowadzić do obniżenia podatków. ATR "pryncypialnie sprzeciwia się wszelkim podwyżkom podatków" – zarówno na poziomie federalnym, stanowym, jak i lokalnym. ATR popiera inicjatywy mające na celu zwiększenie transparentności publicznych transakcji. Będąc organizacją non-profit, ATR nie musi podawać tożsamości ofiarodawców. Według doniesień prasowych: „znaczna część ofiar pochodzi od bogatych obywateli, fundacji i korporacji”.

### Przyrzeczenie Ochrony Podatnika
Jedną z inicjatyw ATR jest „Przyrzeczenie ochrony podatnika” (Taxpayer Protection Pledge). Osoba podpisująca przyrzeczenie zobowiązuje się do sprzeciwu wobec prób podnoszenia jakichkolwiek podatków, zarówno dla pojedynczych płatników, jak i przedsiębiorstw. TPP podpisało 13 gubernatorów, 40 z 47 republikańskich senatorów oraz 236 z 242 republikańskich kongresmenów. Spośród republikańskich kandydatów na prezydenta jedynie Jon Huntsman nie podpisał przyrzeczenia.
Krytycy TPP utrzymują, że jest ona zawadą utrudniającą rozwiązanie problemu zadłużenia Ameryki. Jednym z krytyków jest republikanin Frank Wolf, członek Izby Reprezentantów.

## Publikacje (wybór)
- Rock the House. Ft. Lauderdale, Fla: VYTIS Press, 1995. ISBN 978-0-9645786-0-9
- Taxes: The Economic & Philosophical Necessity of Real Reform. Minneapolis, MN: Center of the American Experiment, 1996.
- Leave Us Alone: Getting the Governments Hands Off Our Money, Our Guns, Our Lives. New York, NY: W. Morrow, 2008. ISBN 978-0-06-113395-4
- Debacle: Obama’s War on Jobs and Growth and What We Can Do Now to Regain Our Future John Wiley & Sons, New Jersey, 2012